# Hypoponera
Hypoponera ist eine Ameisengattung aus der Unterfamilie der Urameisen (Ponerinae).

## Merkmale
Vertreter von Hypoponera zeigen eine große Ähnlichkeit mit Ameisen aus den Gattungen Cryptopone, Ponera und Pachycondyla. So sind alle Exemplare eher klein, die Grundform der Mandibel ist dreieckig und das Stielchenglied (Petiolus) ist hoch aufragend. Im Gegensatz zu Ponera ist die Unterseite des Petiolus jedoch gleichmäßig gekrümmt und zeigt keine Auswüchse. Von der Gattung Pachycondyla ist sie anhand des hinteren Beinpaares zu unterscheiden. So trägt Hypoponera jeweils einen einzelnen kammartigen Sporn an den Tibien. Ein zusätzlicher, kleinerer Dorn fehlt.
Die Männchen einiger Arten sind flügellos und ähneln eher den Arbeiterinnen. Diese ergatoiden Männchen zeichnen sich durch große Köpfe und kräftige Mandibel aus. Sie leben als dauerhafte Mitglieder in der Kolonie und haben eine lebenslange Spermatogenese. Daneben können auch gewöhnliche, geflügelte Männchen existieren. Arbeiterinnen mancher Arten verfügen über funktionsfähige Geschlechtsorgane. Falls keine Königin anwesend ist, werden auch Arbeiterinnen begattet, die dann als sogenannte Gamergaten die reproduktive Rolle übernehmen können.
Erstmals konnte im Jahre 1995 gezeigt werden, dass bei Hypoponera und der recht ähnlichen Gattung Ponera echte Trophallaxis stattfindet, daher tauschen die adulten Tiere untereinander Kropfnahrung aus. Dieses Phänomen war bei den Urameisen bis dahin nicht nachgewiesen, obwohl das Verhalten bei den anderen Ameisengruppen weit verbreitet ist.

## Verbreitung
Die Gattung ist weltweit verbreitet. Von den etwa 150 bekannten Arten sind die meisten in den Tropen heimisch.
Einige invasive Arten haben sich weit über ihr ursprüngliches Verbreitungsgebiet hinaus ausgebreitet. In Mitteleuropa ist nur Hypoponera punctatissima häufiger vertreten. Hinzu kommen einige Trampameisen, die jedoch nur in ganzjährig beheizten Räumen mit intaktem Boden länger überleben können, wie zum Beispiel in Gewächshäusern.

## Lebensweise
Die dauerhaft in der Kolonie lebenden ergatoiden Männchen führen Tötungskämpfe um die Begattung der Jungköniginnen. Falls neben diesen „Major“-Männchen auch ergatoide „Minor“-Männchen vorhanden sind, werden diese von den Kämpfen ausgeschlossen, vermutlich weil sie mit Hilfe von taktiler oder chemischer Mimikry das Verhalten einer Arbeiterin nachahmen.
Ameisen der Gattung Hypoponera leben unterirdisch und ernähren sich vorwiegend zoophag. Die Arbeiterinnen jagen in der Streuschicht und erbeuten verschiedene Gliederfüßer. Einige Arten haben sich anscheinend auf Springschwänze (Collembola) spezialisiert. Die ergatoiden Männchen beteiligen sich nicht an der Nahrungssuche oder der Brutpflege.

## Systematik
Aus der Gattung Hypoponera sind in Europa folgende Arten vertreten:
- Hypoponera abeillei
- Hypoponera eduardi
- Hypoponera ergatandria
- Hypoponera nivariana
- Hypoponera opaticeps
- Hypoponera punctatissima
- Hypoponera ragusai
- Hypoponera sulcitana